# استبقاء شرجي
يستخدم مصطلح الاستبقاء الشرجي (بالإنجليزية: Anal retentiveness)‏ لوصف الشخص الذي يولي اهتمام بالتفاصيل بشكل يمثل هاجسا أو قد يكون مصدر إزعاج للآخرين. ويُستمد هذا المصطلح من التحليل النفسي لفرويد.

## النشأة
في علم النفس الفرويدي، يقال بأن المرحلة الشرجية تتبع المرحلة الفمية في نمو الطفل. وهو الوقت الذي يتغيّر فيه انتباه الرضيع من التحفيز عن طريق الفم إلى التحفيز الشرجي (غالباً الأمعاء لكن أحياناً عن طريق المثانة)، ويكون هذا الوقت متزامناً مع تعلّم السيطرة على الوظائف الإفرازية- بعبارة أخرى، أي شكل من أشكال تدريب الطفل وليس مرتبطاً بالضرورة بالتدريب على استخدام المرحاض. افترض فرويد أن الأطفال الذين يعانون من صراعات تكون فيها طاقة الشهوة الجنسية أقل انغماساً خلال هذه الفترة، مثلاً إذا تعرض الطفل لضغط شديد أثناء تدريبه على استخدام المرحاض فقد ينتج عنده تركز في الرغبة الجنسية الشرجية أو سمات شخصية ترتبط بالجهود التي يبذلها الطفل عند الإخراج: كالعند والإكراه ضد التحكم. على النقيض من ذلك، الأطفال الذين يفرطون في الأكل خلال تلك الفترة قد يتطور عندهم أنواع شخصية الطرد الشرجي.
كانت نظريات فرويد حول الطفولة المبكرة ذات أثر على مجتمع علم النفس، ولا تزال مصطلحاته «التذكّر الشرجي» و«الشرج» شائعة الاستخدام. قدّمت الطبعة الثانية من كتاب «دليل التشخيص والإحصاء» إلى اضطراب الشخصية الوسواسية، مع تعريف استند إلى وصف فرويد لشخصية التذكر الشرجي. لكن الارتباط بين الوسواس القهري والتدريب على استخدام المرحاض ليس مدعوماً إلى حد كبير من علم النفس الشائع وبالتالي فإنه لم يكن موثوقاً من علماء النفس أواخر القرن العشرين وأوائل القرن الحادي والعشرين. لا توجد أبحاث قطعية تربط بين صراعات المرحلة الشرجية وأنواع الشخصية الشرجية. تشير الأبحاث إلى أن أنماط أساليب التربية العامة ذات تأثير ملموس أكثر بكثير على كيفية نمو الطفل.